# Handeloh
Handeloh, bis 16. März 1936 Handorf bei Tostedt,  ist eine Gemeinde im Landkreis Harburg in Niedersachsen.

## Geografie

### Lage
Handeloh liegt zwischen den Flüssen Seeve und Este, südlich von Buchholz in der Nordheide. Die Harburger Berge liegen im Nordwesten und der Naturschutzpark Lüneburger Heide im Südosten. Die Gemeinde gehört der Samtgemeinde Tostedt an, die ihren Verwaltungssitz in der Gemeinde Tostedt hat.

### Nachbargemeinden
- Undeloh
- Schneverdingen
- Welle
- Tostedt
- Buchholz

### Gemeindegliederung
Zur Gemeinde Handeloh gehören die Orte Handeloh, Höckel, Inzmühlen und Wörme.

## Geschichte
Handeloh hieß bis 1936 Handorf, wurde aber wegen der Namensgleichheit zu Handorf im Landkreis Lüneburg umbenannt, wobei für die Wahl des neuen Namens das benachbarte Undeloh Pate stand.

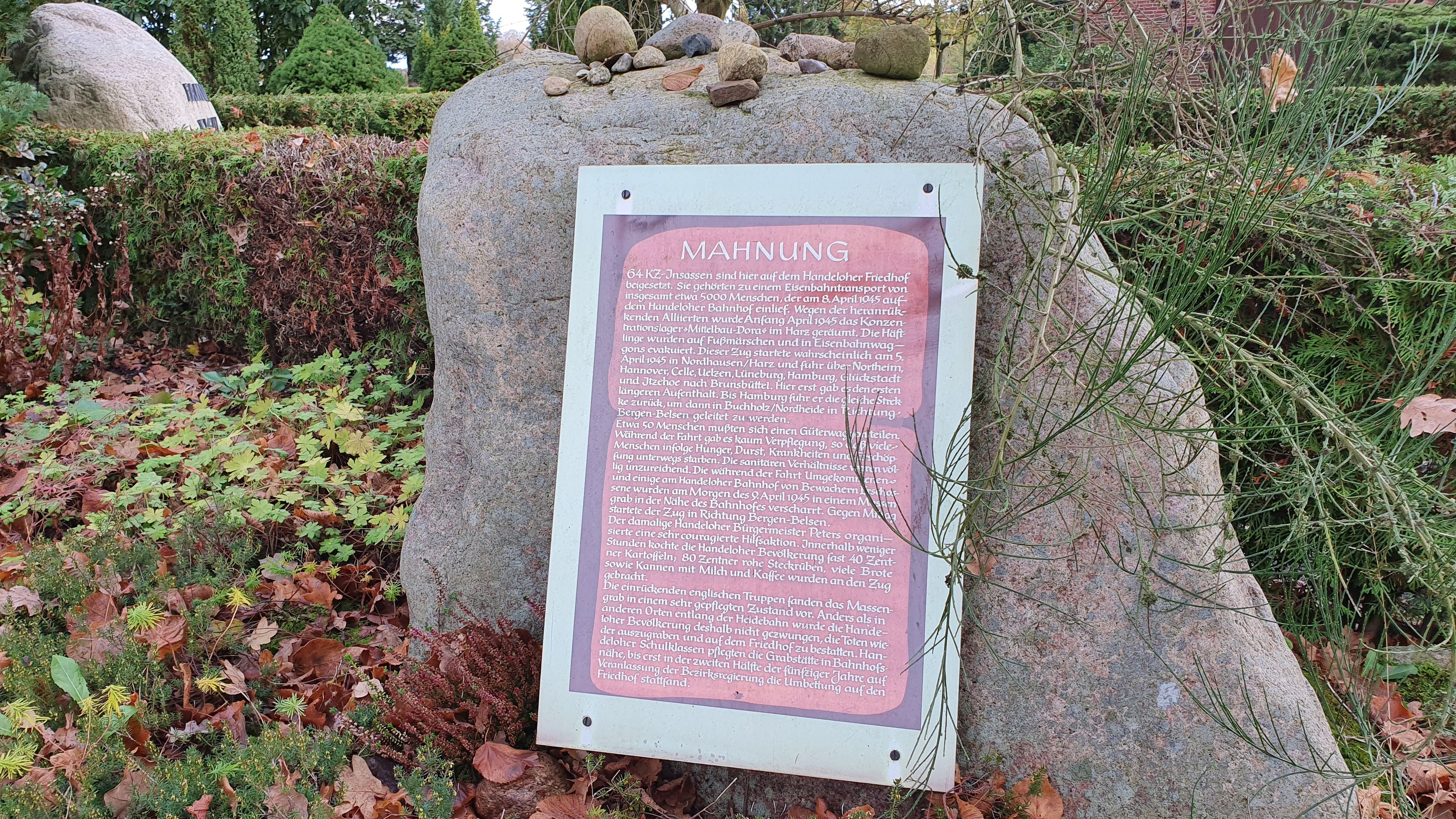
Gedenkstätte NS-Opfer in Handeloh

Am 8./9. April 1945 hielt ein KZ-Zug mit 5000 Insassen eines Konzentrationslagers, nach einer 4-tägigen Irrfahrt, auf dem Handeloher Bahnhof. Die KZ-Insassen wurden aufgrund der heranrückenden britischen Armee vom Konzentrationslager Nordhausen im Harz nach Bergen-Belsen gebracht. Nach einem Aufruf des Handeloher Bürgermeisters Peters spendeten die Handeloher Einwohner innerhalb weniger Stunden mehr als 120 Zentner gekochte Kartoffeln, Steckrüben und Brote, Wasser und Milch, berichteten aber auch von zahlreichen Gräueltaten. Infolge von Hunger, Durst, Krankheit und Erschöpfung sowie einer Schießerei am Bahnhof waren mindestens 75 Menschen verstorben und in einem Massengrab, in der Nähe des Bahnhofes beerdigt worden. In den 50er Jahren wurden 64 Tote exhumiert und auf dem Handeloher Gemeindefriedhof beigesetzt.

## Eingemeindungen

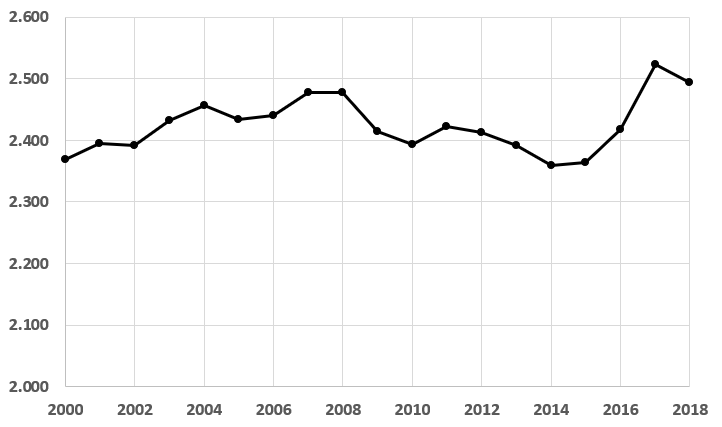
Entwicklung der Einwohnerzahl der Gemeinde Handeloh

Am 1. Juli 1972 wurde die Nachbargemeinde Inzmühlen eingegliedert.

### Einwohnerentwicklung
Die Einwohnerzahl der Gemeinde Handeloh ist seit dem Jahr 2000 sehr konstant und erreichte 2017 zum Höchststand 2.523 Personen. Eine statistische Auswertung einzelner Ortsteile der Gemeinde Handeloh ist nicht möglich, da diese Gebiete im Melderegister nicht entsprechend separiert sind.

## Politik

### Gemeinderat
Der Rat der Gemeinde Handeloh setzt sich aus 13 Mitgliedern zusammen. Die Ratsmitglieder werden durch eine Kommunalwahl für jeweils fünf Jahre gewählt.

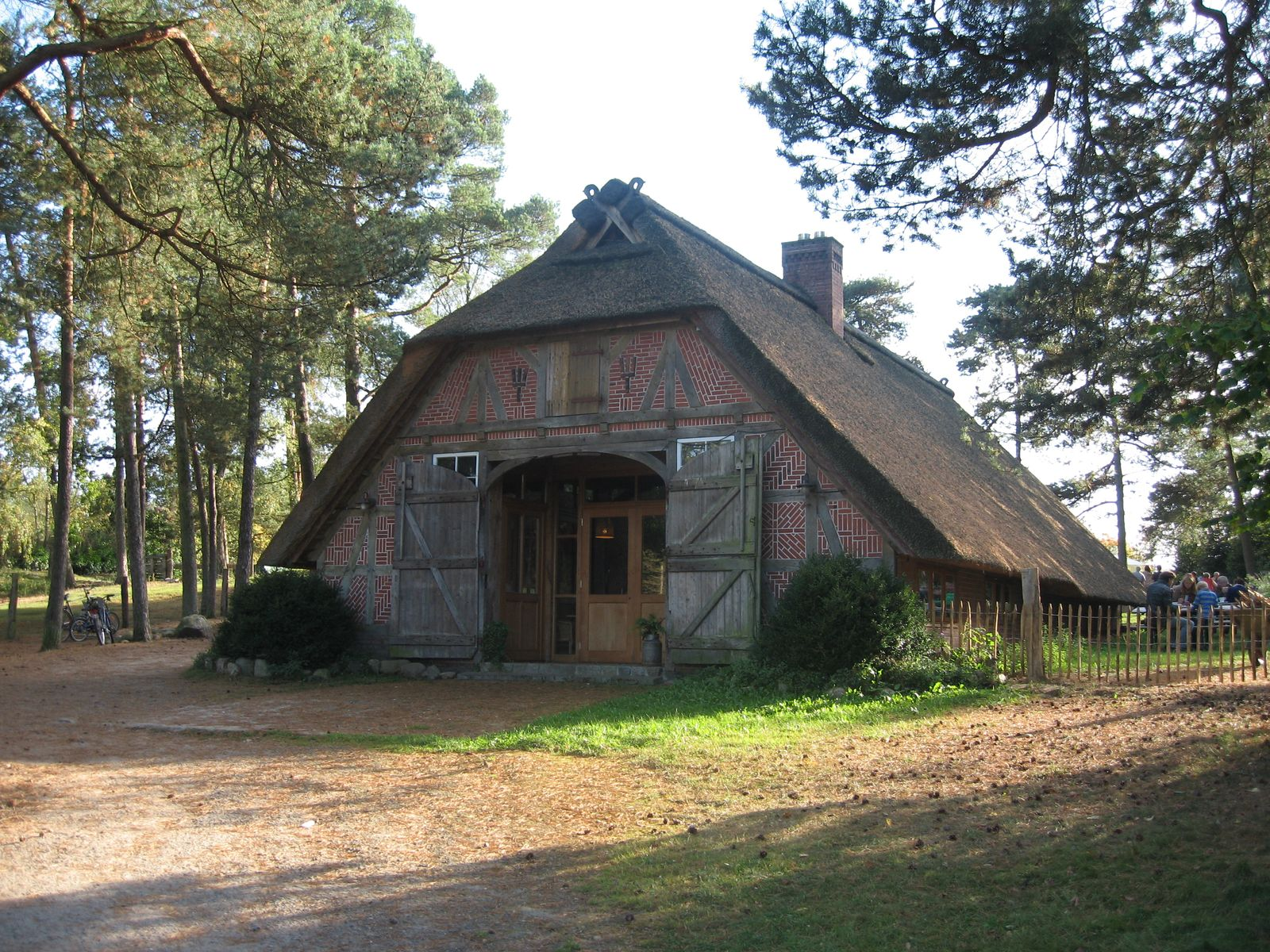
Cafe im Schafstall in Wörme

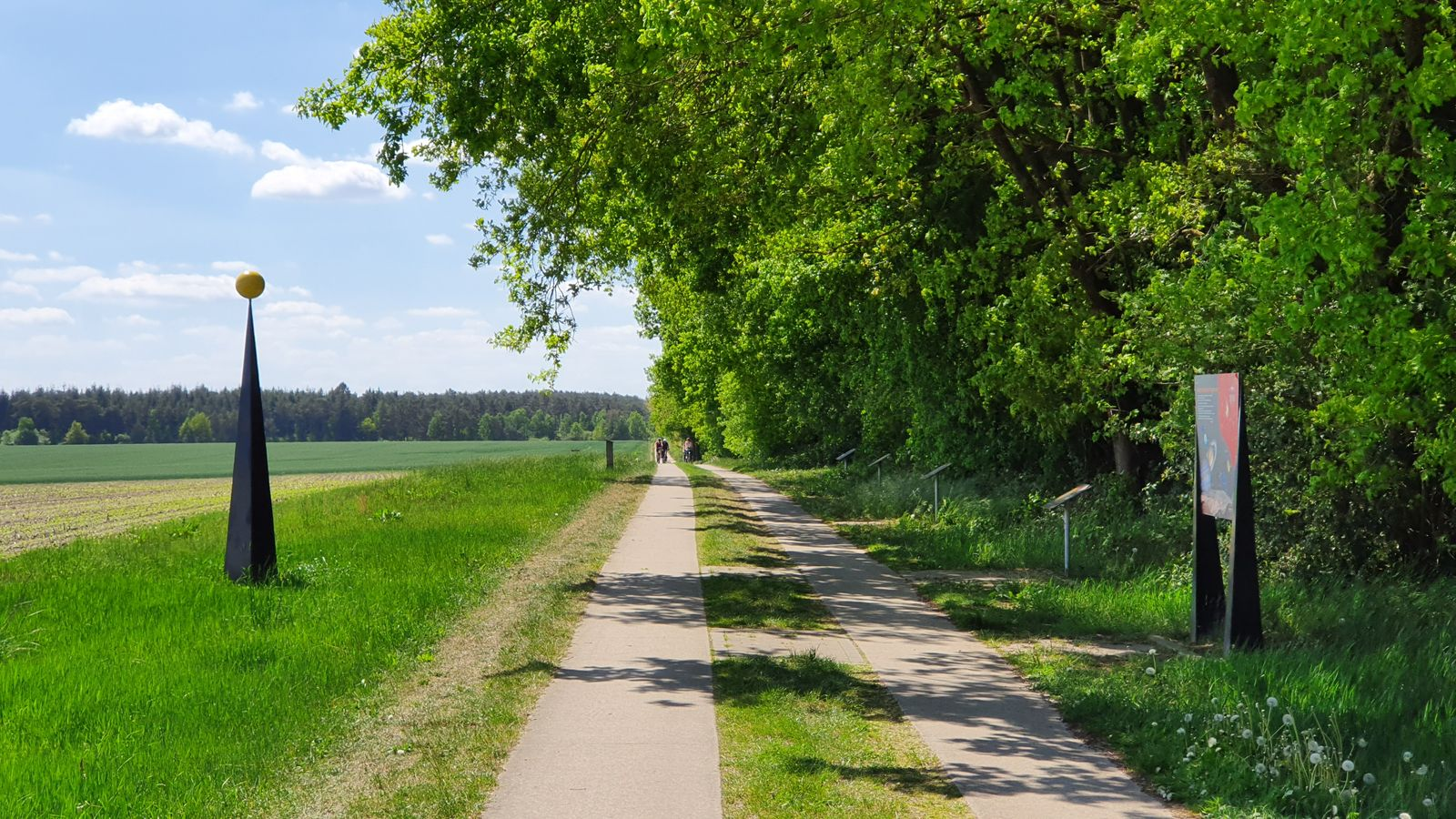
Planetenlehrpfad Handeloh

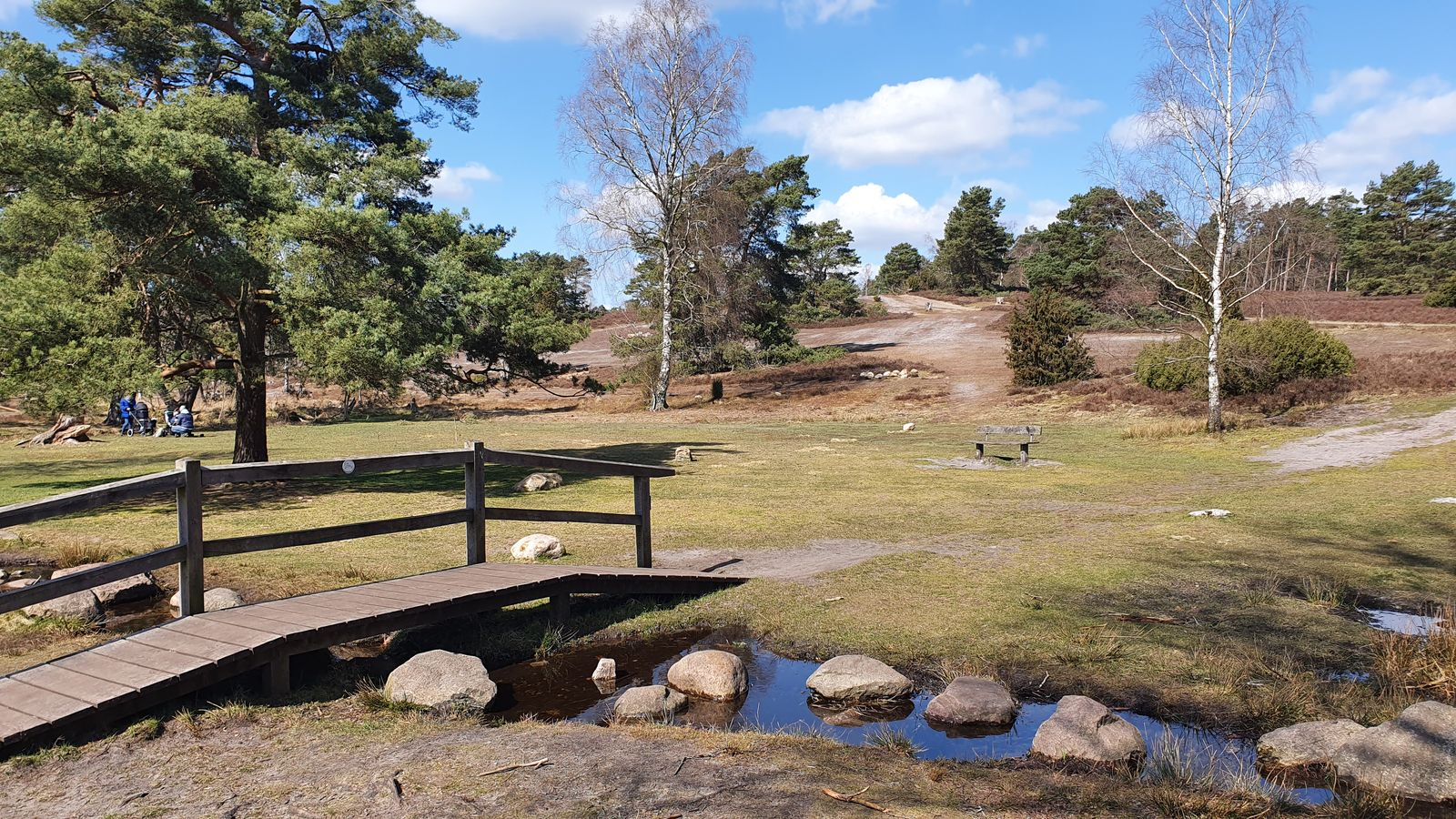
Büsenbach am Pferdekopf

Der Gemeinderat, der am 12. September 2021 gewählt wurde, setzt sich wie folgt zusammen:
- Bündnis 90/Die Grünen 4 Sitze
- Freie Wählergemeinschaft Handeloh 3 Sitze
- CDU 3 Sitze
- SPD 2 Sitze
- Liberal-Konservative Reformer Niedersachsen 1 Sitz

### Bürgermeister
Bürgermeister ist seit November 2021 Uwe Blanck (Grüne).

### Wappen
Blasonierung: Im gespaltenen und rechts geteilten Schild, oben in Grün ein goldenes Wagenrad mit acht Speichen, unten in Silber zwei blaue Wellenbalken, links in Gold eine schwarze Kiefer mit vier Wurzeln.
Bedeutung: Das Wagenrad symbolisiert den früher bedeutenden Holzumschlag in der Gemeinde. Die beiden Wellenbalken weisen auf die Flüsse Este und Seeve hin, die durch die Gemarkung fließen. Holz- und Waldreichtum wird durch die Kiefer dargestellt, deren vier Wurzeln die vier Ortschaften im Gemeindeverband symbolisieren.

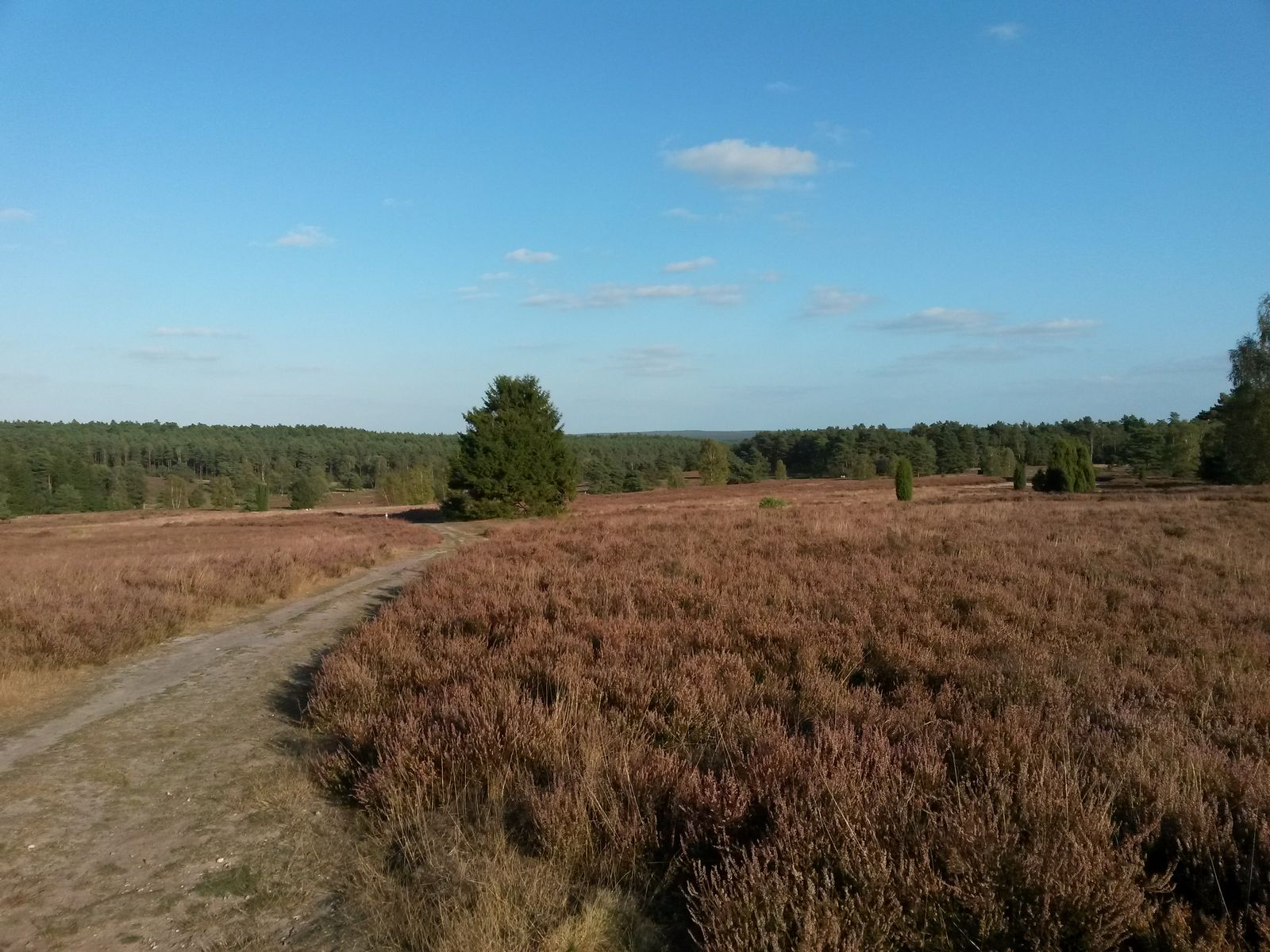
Büsenbachtal bei Wörme

## Museen

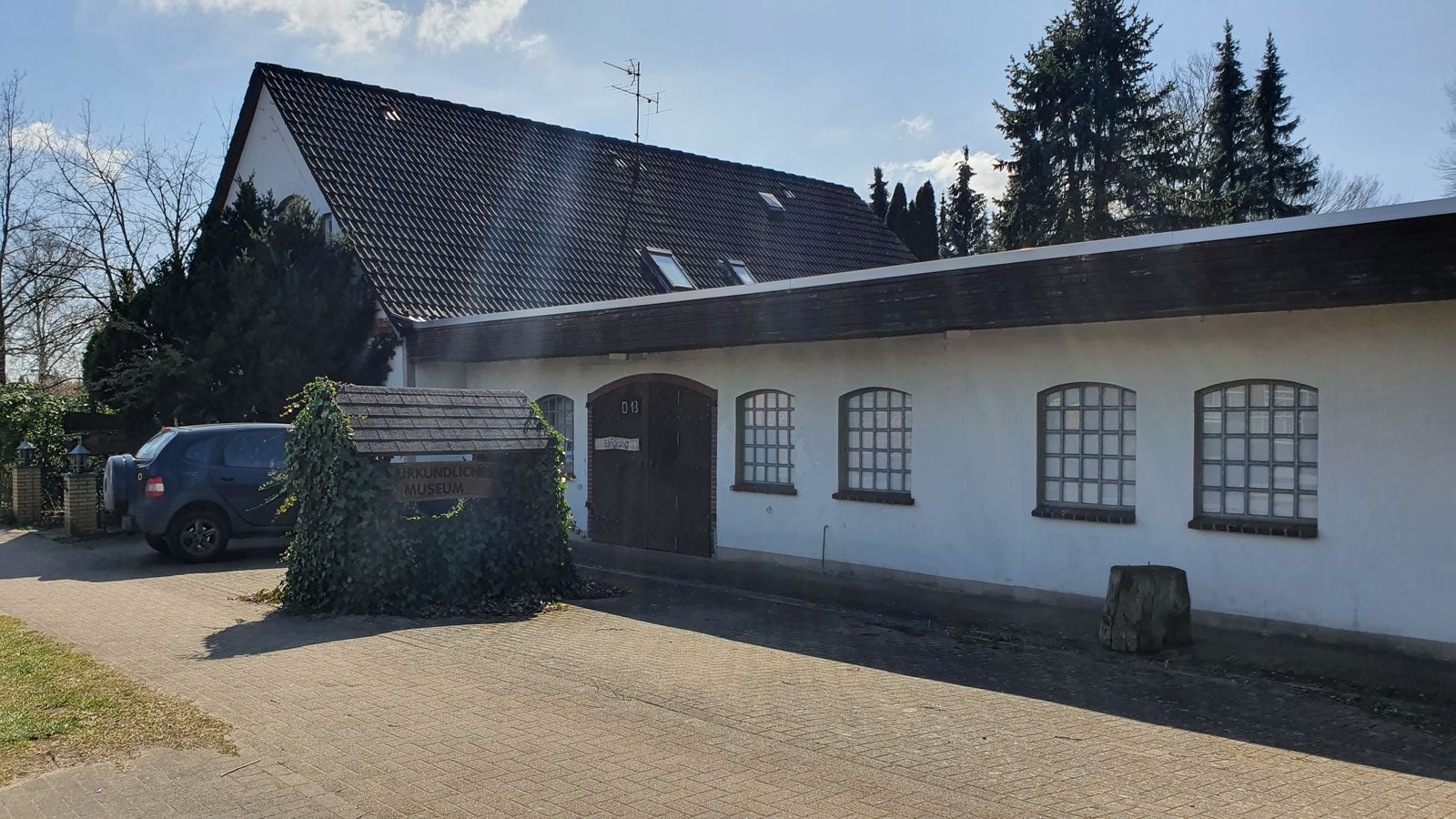
Naturkundliches Museum Handeloh

- Naturkundliches Museum und Schulungsstätte „Alte Schmiede“

Die Schausammlung beinhaltet die heimische Singvogelwelt, Säugetiere und Vögel Norddeutschlands einschließlich der Küsten, heimische Lurche und Kriechtiere.
Die Schulungsstätte veranstaltet Seminare für  Mitarbeiter in Naturschutzverbänden und Verwaltungen.

## Wirtschaft und Infrastruktur

### Verkehr

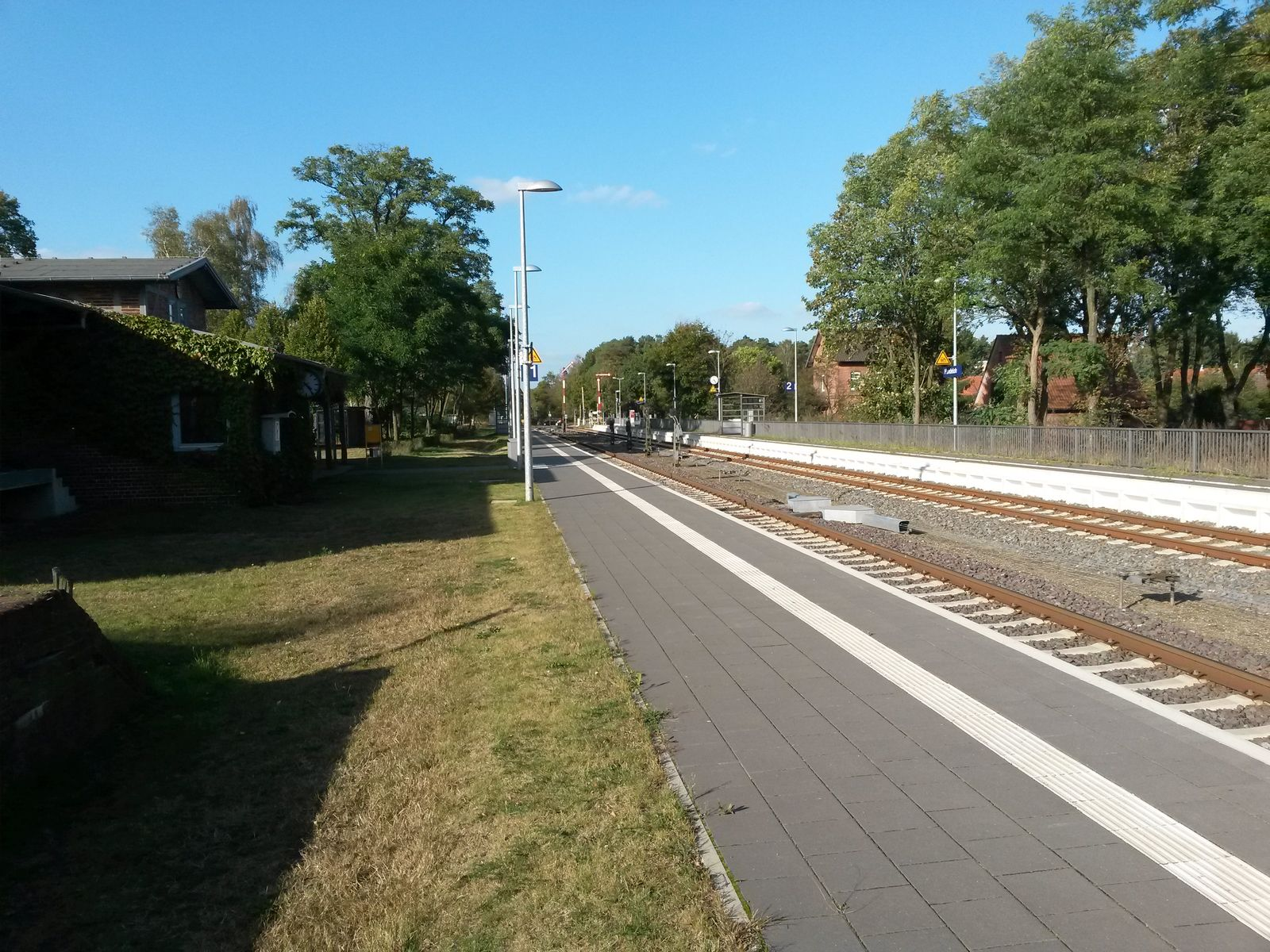
Bahnhof Handeloh

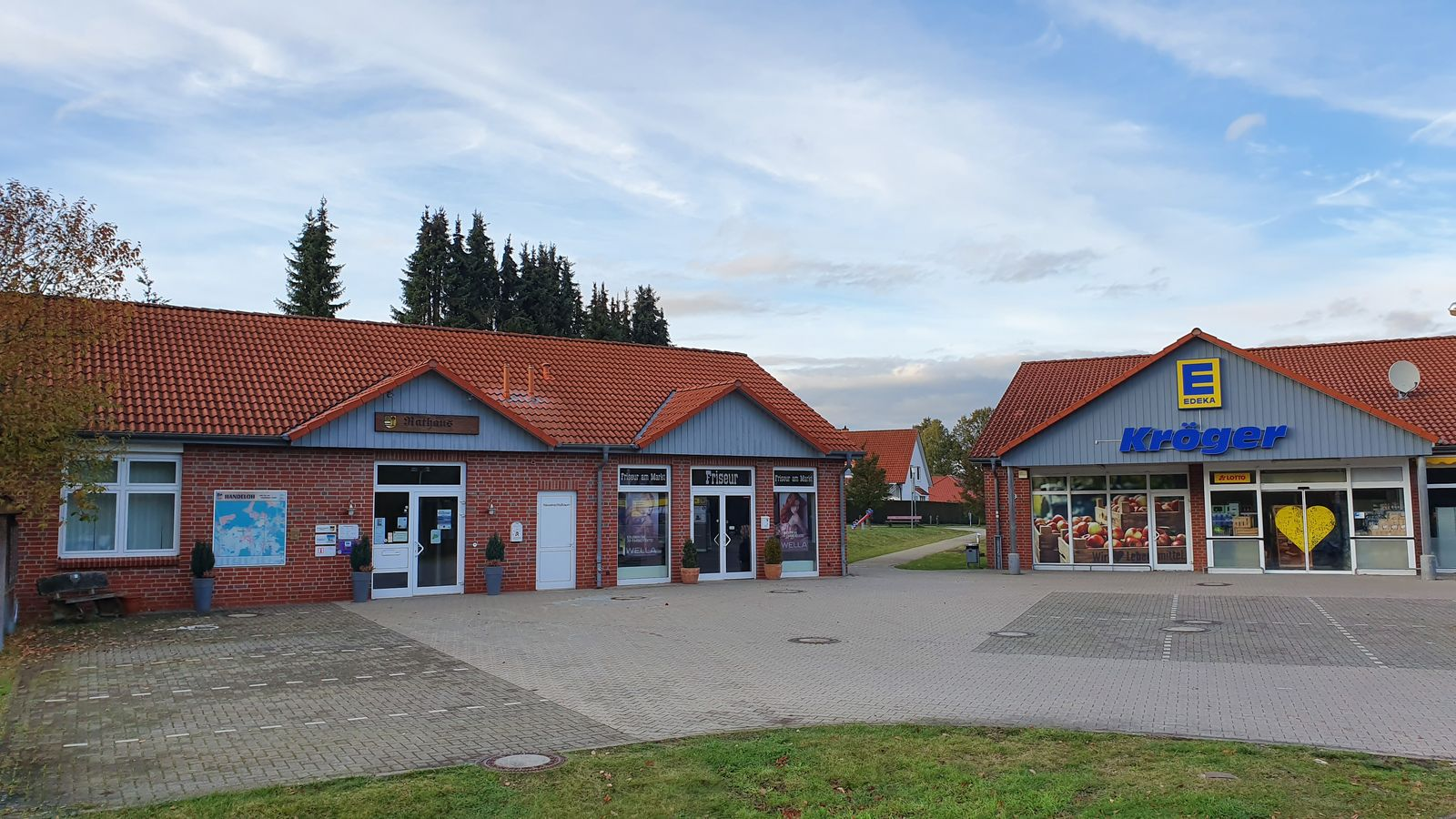
Rathaus Handeloh

Es werden zwei Stationen an der Heidebahn, „Handeloh“ und „Büsenbachtal“, bedient. Letzterer erschließt den Ortsteil Wörme und das Wandergebiet „Büsenbachtal“. Der Haltepunkt Büsenbachtal befindet sich tariflich im Ring D, der Bahnhof Handeloh im Ring E des HVV-Tarifs. Die Heidebahn ist bis einschließlich des zentralen Kreuzungsbahnhofs Soltau Teil des HVV-Tarifgebiets für Einzel- wie auch Zeitkarten.
Von 1999 bis 2002 wurde im Büsenbachtal die touristische Feldbahnanlage „Wilde Erika“ betrieben.

### Medien
Der Baalshof Reiterhof in Handeloh war mit vielen weiteren Außenszenen Hauptdrehort der 52-teiligen Fernsehserie Neues vom Süderhof.

## Bilder

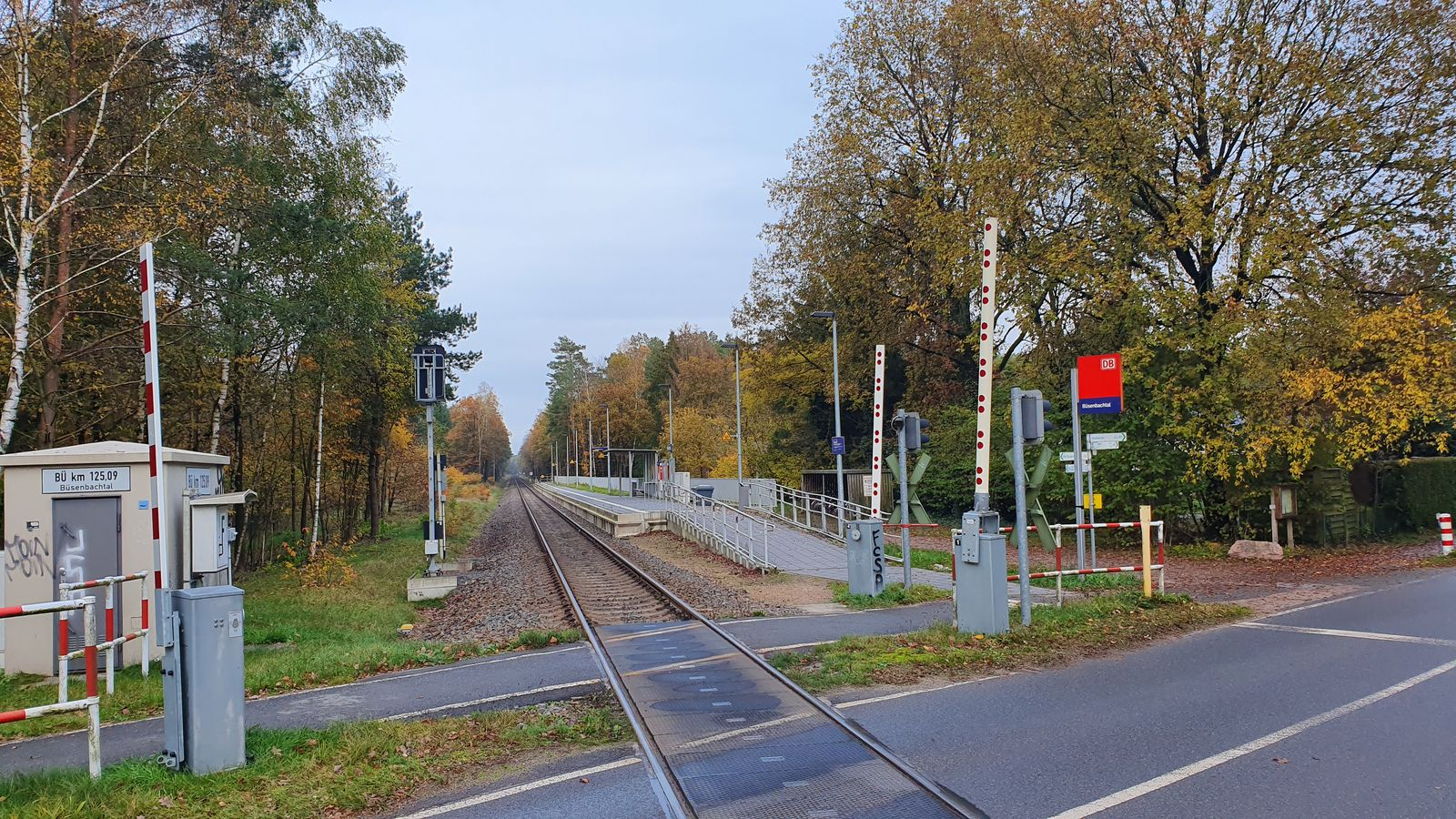
Haltepunkt Büsenbachtal
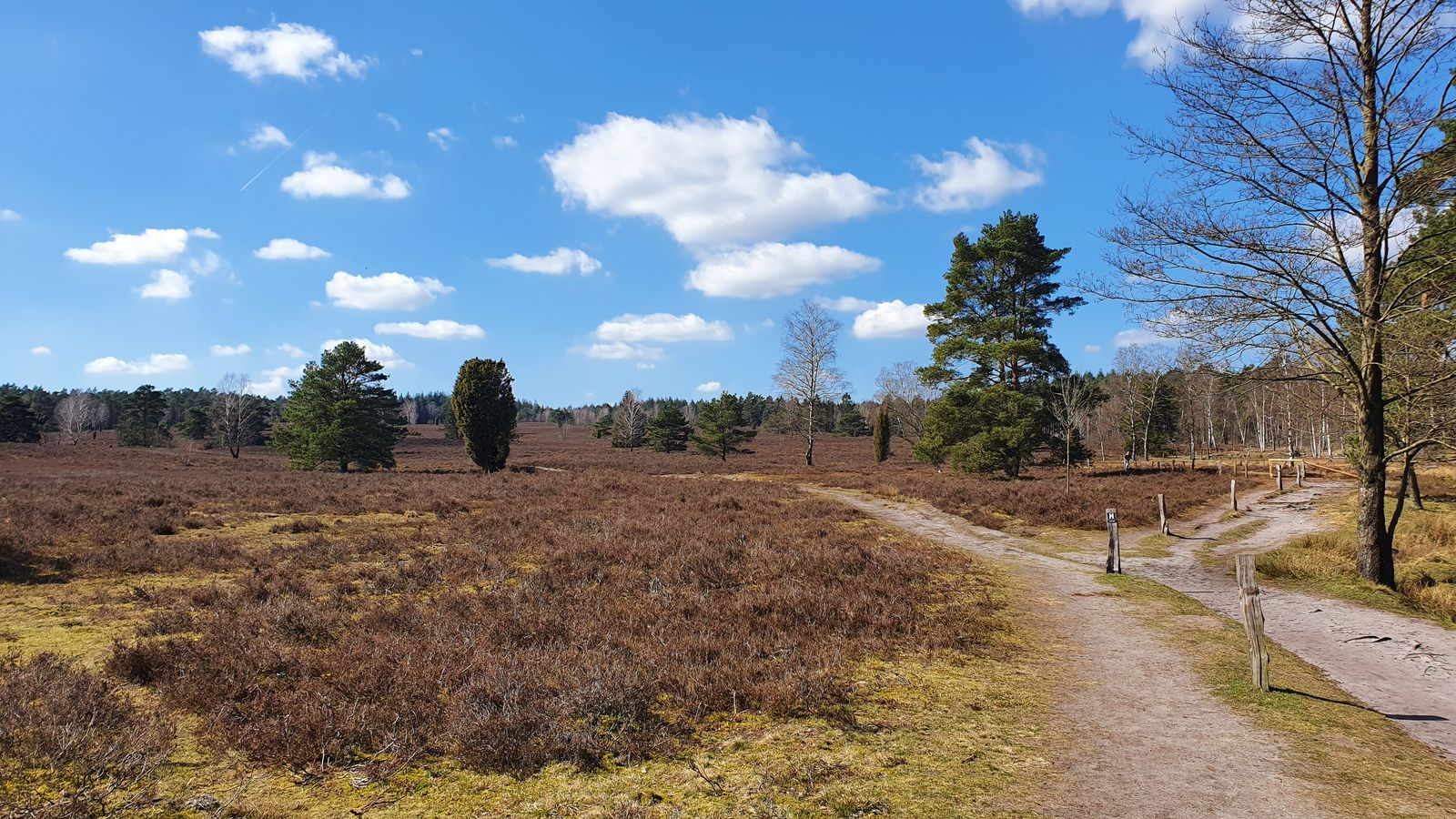
Büsenbachtal
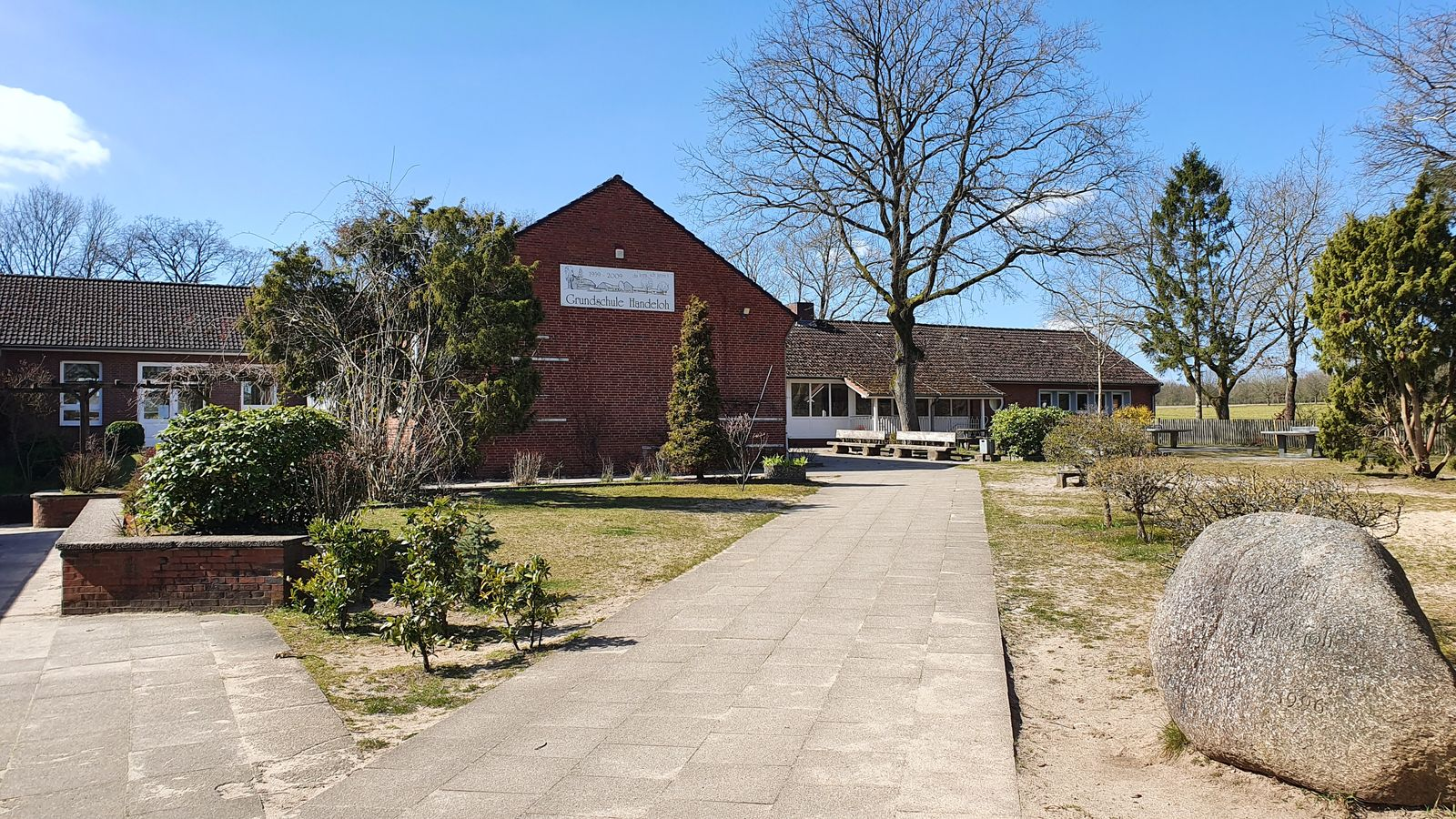
Grundschule Handeloh
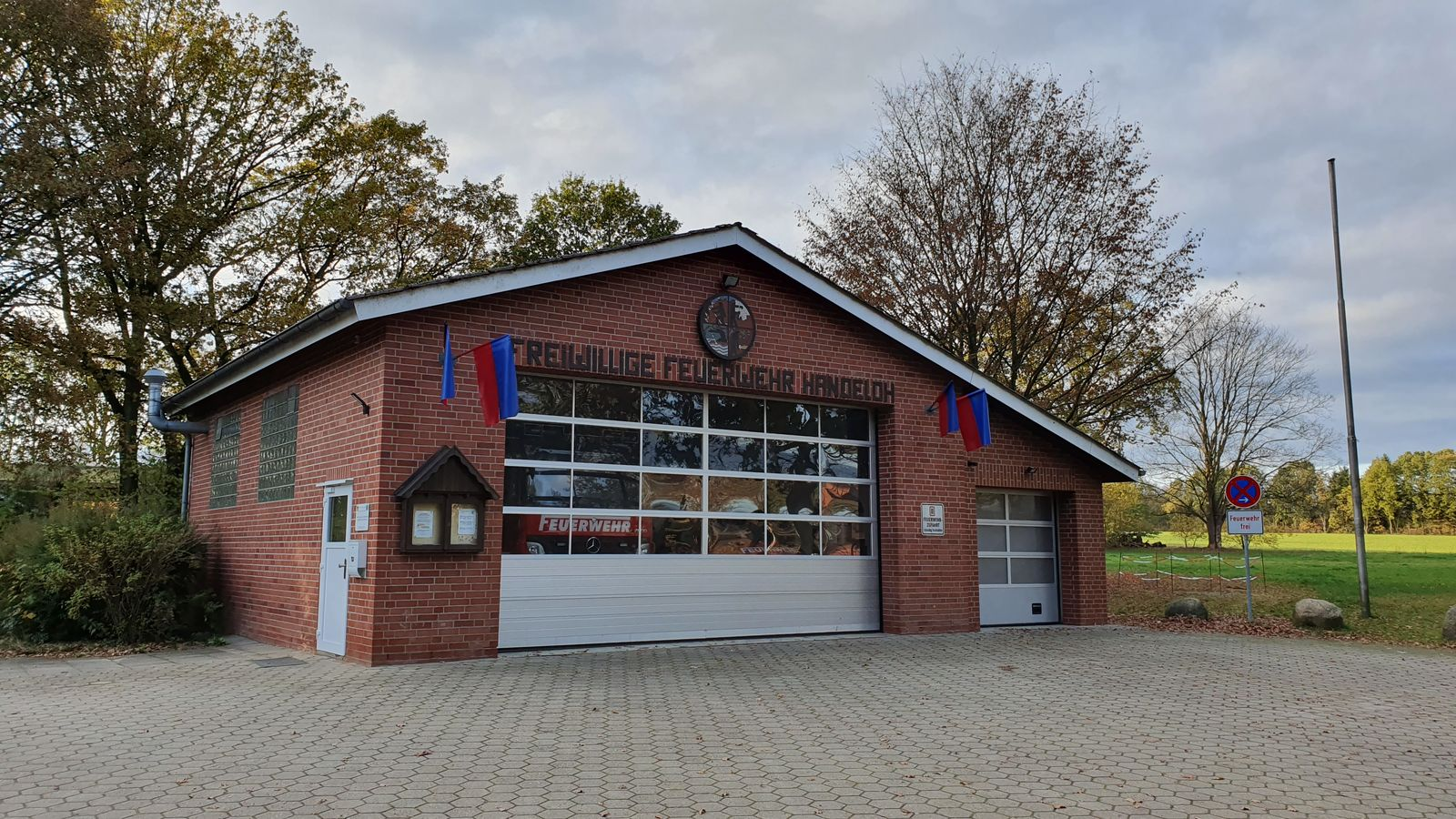
Feuerwehr Handeloh
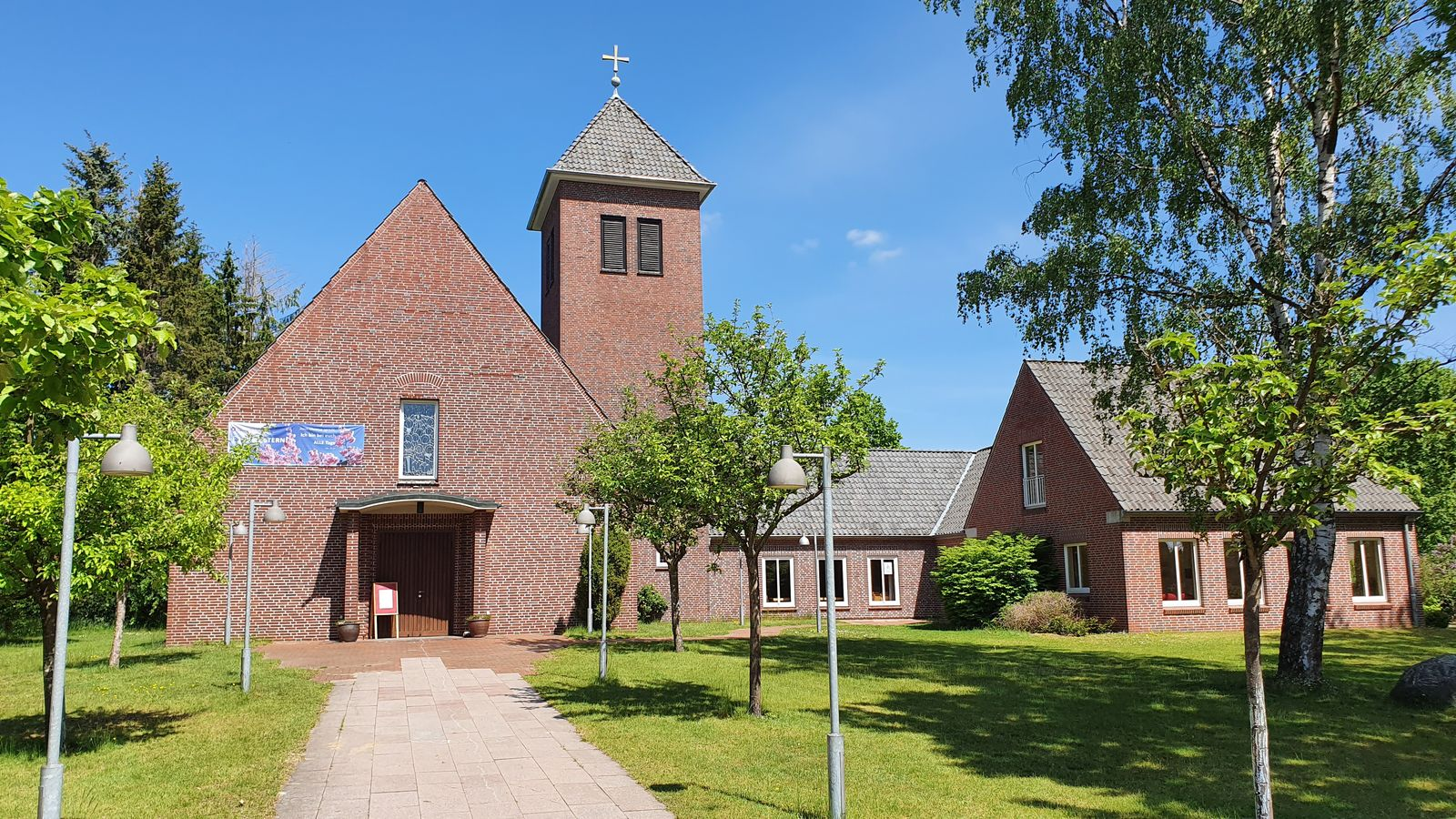
Nikodemus Kirche Handeloh